# Jonathon Edwards
Johathon Anthony Edwards (16 aprile 1987) è un rugbista a 15 australiano internazionale per la Svezia; nel ruolo di tre quarti ala milita dal 2014 nella formazione italiana dell'Aquila.

## Biografia
Australiano di nascita, risiede in Svezia dove si è svolta parte della sua carriera agonistica nelle file del Vänersborgs RK.
Divenuto internazionale per la Svezia, ha militato anche nella formazione a sette scandinava; con la Nazionale maggiore disputa invece il campionato europeo.
A ottobre 2014 è stato ingaggiato in Italia dall'Aquila Rugby Club.